# Ochsenfurt
Ochsenfurt település Németországban, azon belül Bajorországban. Lakosainak száma 11 434 fő (2023. december 31.). Ochsenfurt Giebelstadt, Reichenberg, Frickenhausen am Main, Eibelstadt, Randersacker, Sommerhausen, Winterhausen, Biebelried, Kitzingen, Sulzfeld am Main, Marktbreit, Gelchsheim, Sonderhofen és Gaukönigshofen községekkel határos.

## Népesség
A település népessége az elmúlt években az alábbi módon változott:
| Lakosok száma | 2380 | 6563 | 11 223 | 11 097 | 11 070 | 11 095 | 11 393 | 11 319 | 11 263 | 11 434 |
|               | 1875 | 1950 | 1975   | 2011   | 2013   | 2014   | 2016   | 2018   | 2021   | 2023   |